# Ernst Wenckenbach

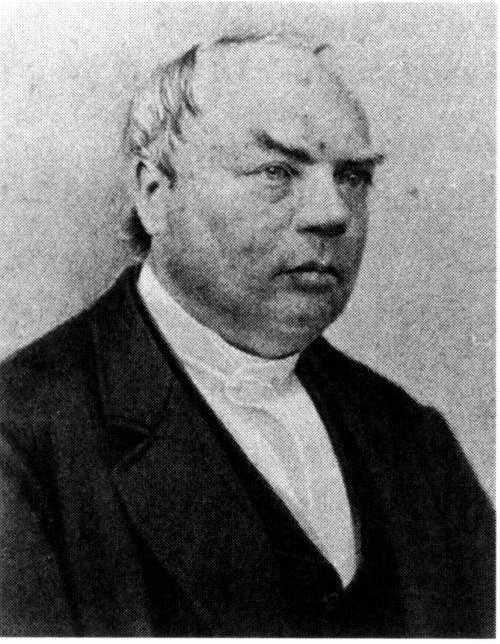
Ernst Wenckenbach

Ernst Christian Wenckenbach (* 3. Mai 1811 in Herborn; † 18. April 1876 ebenda) war nassauischer Politiker.

## Leben
Ernst Wenckenbach besuchte 1825 bis 1827 die Dillenburger Lateinschule und anschließend das Gymnasium Weilburg. Ab 1833 studierte er Rechtswissenschaften an den Universitäten Gießen und Heidelberg. 1857 wurde er Amtmann mit dem Titel Justizrat im Amt Hochheim und später Advokat und Kaufmann in Herborn. 
Nach der Märzrevolution war er von 1848 bis 1849 Mitglied der Nassauische Ständeversammlung für den Wahlkreis 1 (Dillenburg/Herborn). 1849 wurde in einer Nachwahl für ihn Dr. med. Emil Haupt in die Ständeversammlung gewählt.

## Familie
Ernst Wenckenbach, der evangelischer Konfession war, war der Sohn des Amtsassessors Johann Peter Wenckenbach (*. Juli 1774 in Wetter;† 14. Juli 1829 in Herborn) und dessen Frau Johanne Elisabethe Katharina geborene Meerbott (* 11. November 1772 in Nauheim; 30. März 1856 in Herborn). Sein Bruder, Ludwig Wenckenbach wurde ebenfalls Landtagsabgeordneter.
Er heiratete am 19. Februar 1838 in Herborn in erster Ehe Henriette Charlotte Karoline Christiane geborene Rittershausen (* 19. Februar 1813 in Herborn; † 11. August 1839 ebenda), die Tochter des Amtsapothekers Johann August Rittershausen und dessen Ehefrau Anna Elisabeth geborene Theiß.
1854 heiratete er in zweiter Ehe Wilhelmine geborene Wenckenbach (* 2. Mai 1831 in Dillenburg), die Tochter der Hofgerichtsrats Johann Friedlieb August Wenckenbach und dessen Frau Johannette Philippine geborene Jäger.